# Polistes rieckii
Polistes rieckii är en getingart som beskrevs av Richards 1978. Polistes rieckii ingår i släktet pappersgetingar, och familjen getingar. Inga underarter finns listade i Catalogue of Life.